# エミル・アウデロ
エミル・アウデロ・ムリヤディ（Emil Audero Mulyadi、1997年1月18日 - ）は、インドネシア・マタラムで生まれたイタリアのサッカー選手。セリエA・USクレモネーゼ所属。ポジションはGK。エミール・アウデーロとも表記される。

## 経歴
インドネシアのマタラムで、インドネシア人の父とイタリア人の母の元に生まれた。1歳の時に母親の故郷であるクミアーナに家族と共に引っ越す。2008年にユヴェントスFCのユースチームに加入する。2013-14シーズンはプリマベーラでプレーし、2015-16シーズンに19歳でトップチームに昇格する。
2018年7月17日、UCサンプドリアに買取オプション付きのレンタルで移籍した。
2019年1月30日、UCサンプドリアと新しい契約が締結され、2000万ユーロでの買い取り義務が付与され実質的な移籍となることが発表された。
2023年8月10日、インテルナツィオナーレ・ミラノに買取オプション付きのレンタルで移籍した。背番号は77。同年11月30日のUEFAチャンピオンズリーグ、グループステージSLベンフィカ戦で移籍後初出場を果たした。インテルではヤン・ゾマーが一番手起用されたため、二番手GKとして公式戦6試合に出場し、2試合のクリーンシートを記録した。
2024年7月1日、レンタル期間の終了に伴うインテルからの退団が発表された。
2024年7月30日、セリエAに昇格したコモ1907への移籍が発表された。
2025年2月3日、2024-25シーズン終了までの期限付き移籍でセリエBのパレルモFCに加入。
2025年7月27日、買取オプション付きの1シーズンローンでセリエAに復帰したUSクレモネーゼに加入。

## タイトル
ユヴェントスFC
- セリエA：2回 (2015-16, 2016-2017)
- コッパ・イタリア：2回 (2015-16, 2016-17)
- スーペルコッパ・イタリアーナ：1回 (2016)

インテルナツィオナーレ・ミラノ
- セリエA：1回 (2023-24)
- スーペルコッパ・イタリアーナ：1回 (2024)